# Ebrei georgiani
Per ebrei georgiani si intendono gli ebrei originari della nazione caucasica della Georgia. Rappresentano una delle più antiche comunità della regione, giunte, secondo alcuni, nel VI secolo a.C., durante l'esilio babilonese.
Gli ebrei georgiani hanno costituito a lungo una comunità distinta non solo dalla popolazione per così dire "autoctona", ma anche dalle altre comunità ebraiche, costituite sostanzialmente da aschenaziti.
Negli anni settanta si contavano circa 100.000 ebrei georgiani nel Paese, ma la popolazione ha subìto un rapido decremento per l'emigrazione, diretta specialmente in Israele, Stati Uniti, Russia e Belgio (Anversa). Nel 2004 il gruppo era rappresentato in Georgia da appena 13.000 unità.

## Origini
Le origini di questo gruppo sono antichissime e dibattute. La tradizione afferma che i primi ebrei raggiunsero la Georgia meridionale dopo la conquista babilonese di Gerusalemme, nel 586 a.C. L'ipotesi è supportata dallo storico Leonti Mroveli (XI secolo), il quale aggiunge inoltre una seconda teoria, che posticipano l'arrivo al I secolo d.C., sotto l'Impero di Vespasiano.